# Islam à Chypre
L'Islam à Chypre est la deuxième religion de l'île après le christianisme, et est également la foi prédominante de la communauté des Chypriotes turcs qui réside à Chypre du Nord. Avant l'invasion turque de Chypre en 1974, la communauté chypriote turque représentait 18 % de la population de l'île et vivait sur l'ensemble de l'île. Aujourd'hui, la plupart des 264 172 musulmans estimés sont basés dans le nord de l'île.
La société chypriote turque est nettement laïque, du moins formellement ; les adeptes de la foi appartiennent principalement à la branche sunnite de l'Islam, avec un courant influent de Soufisme sous-jacent à leur patrimoine spirituel et leur développement. Nazim al-Qubrusi, le leader de l'ordre soufi Naqshbandi-Haqqani, est originaire de Larnaca et vivait à Lefke. Une autre branche parmi les musulmans chypriotes turcs est l'Alévisme. Il y a aussi quelques Chypriotes turcs qui sont des musulmans ahmadis.

## Histoire
La rumeur dit qu'une tante de Mahomet, Umm Harâm, avait accompagné l'une des premières expéditions arabes sur l'île. Elle est morte pendant l'expédition et a été enterrée au monument actuel de Hala Sultan Tekke.
Depuis l'invasion turque de Chypre en 1974, la population musulmane dans le nord de l'île a été renforcée par des colons venus de Turquie, qui sont presque exclusivement des musulmans sunnites. Le statut de ces colons est contesté en vertu du droit international et spécifiquement de l'interdiction, en vertu de la Convention de Genève, du transfert transfrontalier de populations par des États visant à modifier la composition démographique d'autres États.
La ségrégation des Chypriotes turcs et grecs a fait que la plupart des musulmans sur le territoire contrôlé par la république de Chypre sont des immigrants et des réfugiés arabes, sans lien historique avec les Turcs vivant dans la région.

## Monuments importants
Plusieurs importants sanctuaires et monuments islamiques existent sur l'île, notamment :
- la mosquée Arabahmet à Nicosie (construite au 16ème siècle)
- le Hala Sultan Tekke/mosquée Umm Haram à Larnaca (construite au 18ème siècle)
- la mosquée Lala Mustafa Pasha, la mosquée Selimiye et la mosquée Haydarpasha ; d'anciennes cathédrales catholiques datant de l'ère des Croisades, qui étaient destinées à la minorité catholique qui gouvernait l'île et ont été converties en mosquées après la conquête musulmane au Moyen Âge.

## Galerie

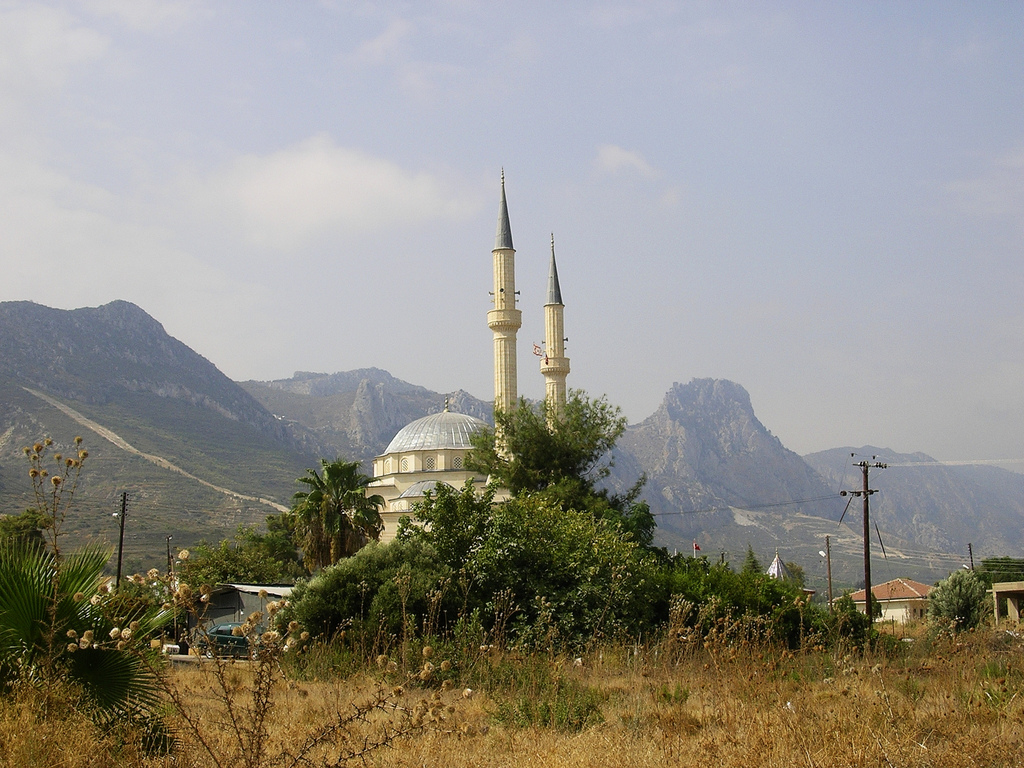
Une mosquée à Kyrenia
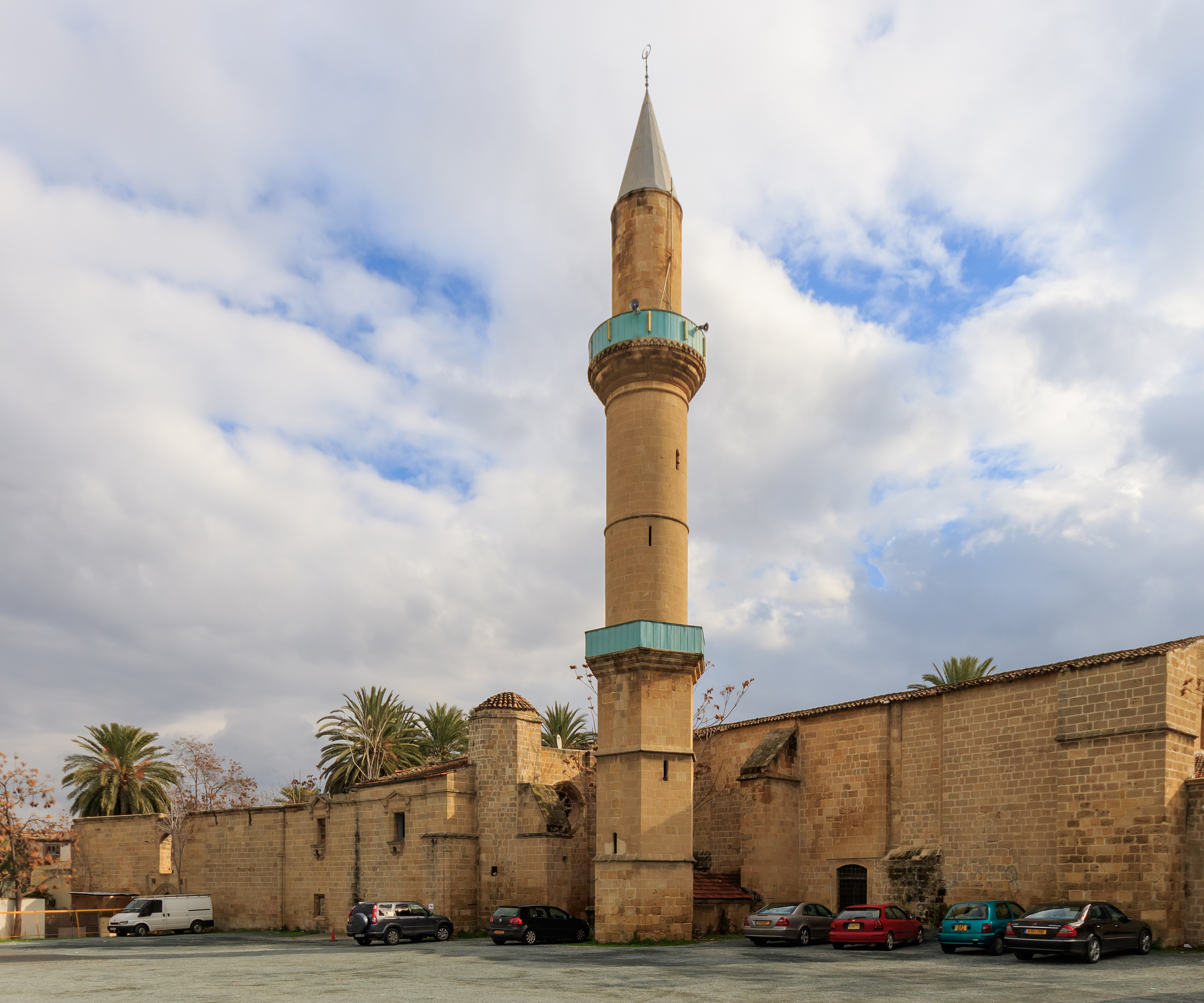
Mosquée Ömeriye à Nicosie
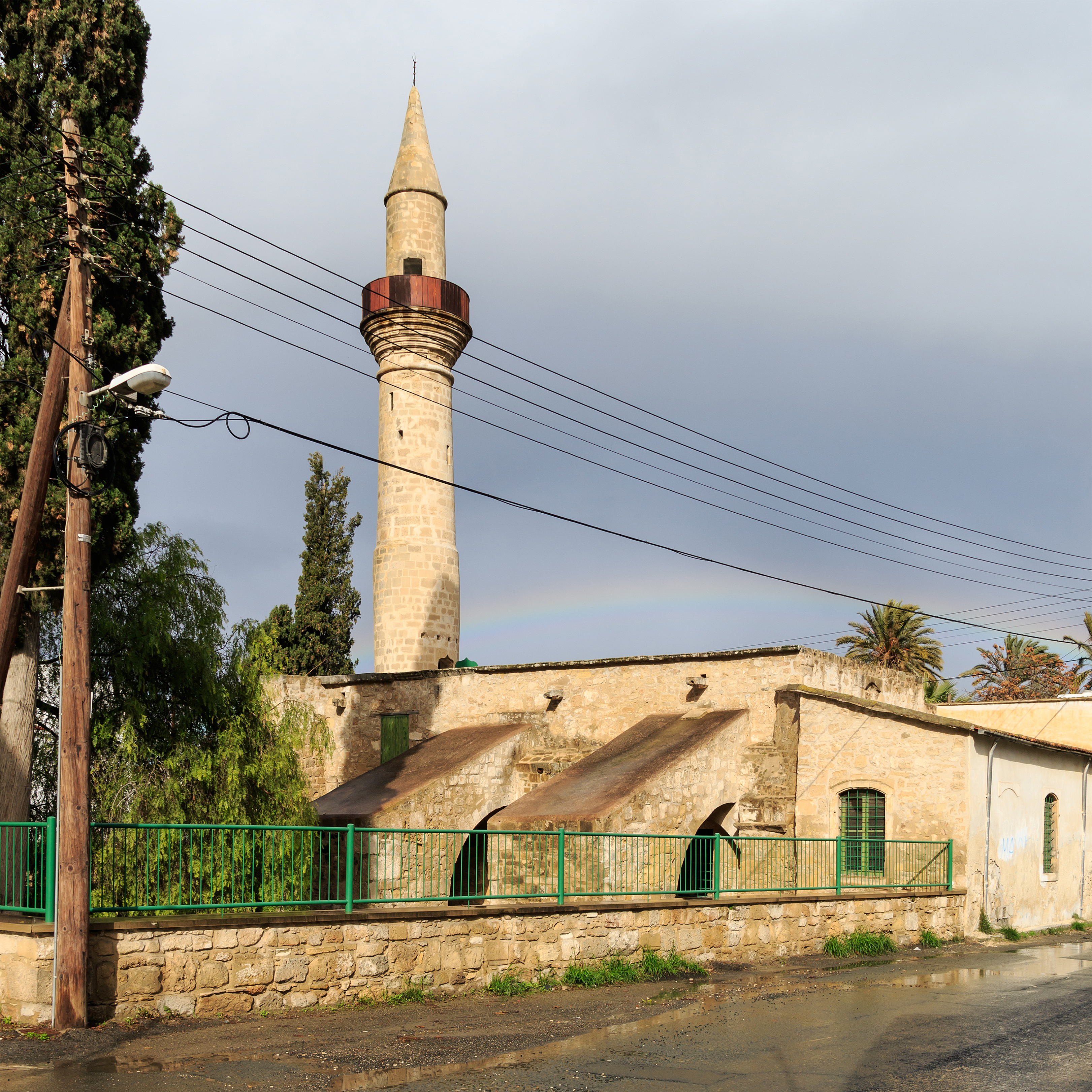
Mosquée Tuzla à Larnaca
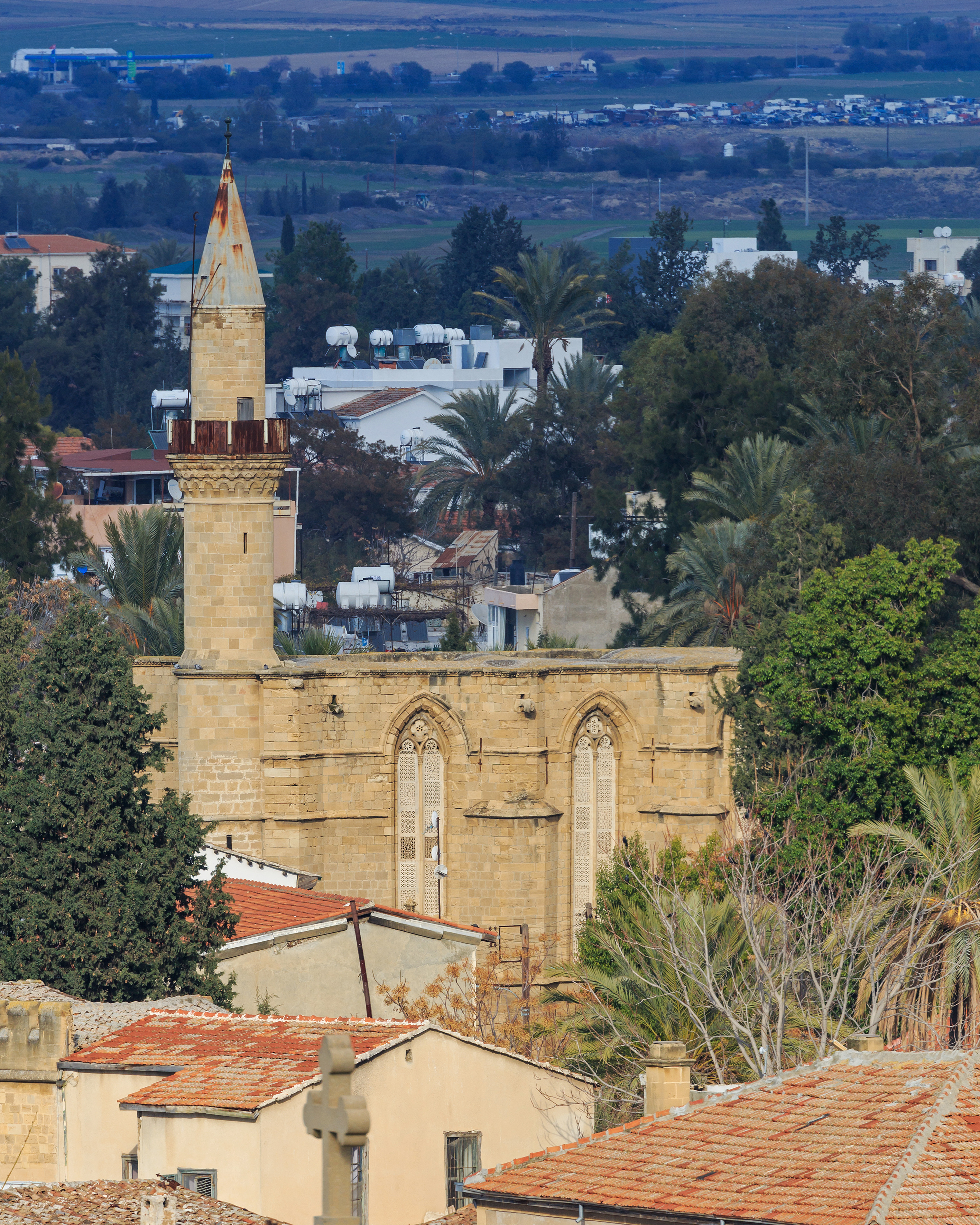
Mosquée Haydar Pasha à Nicosie
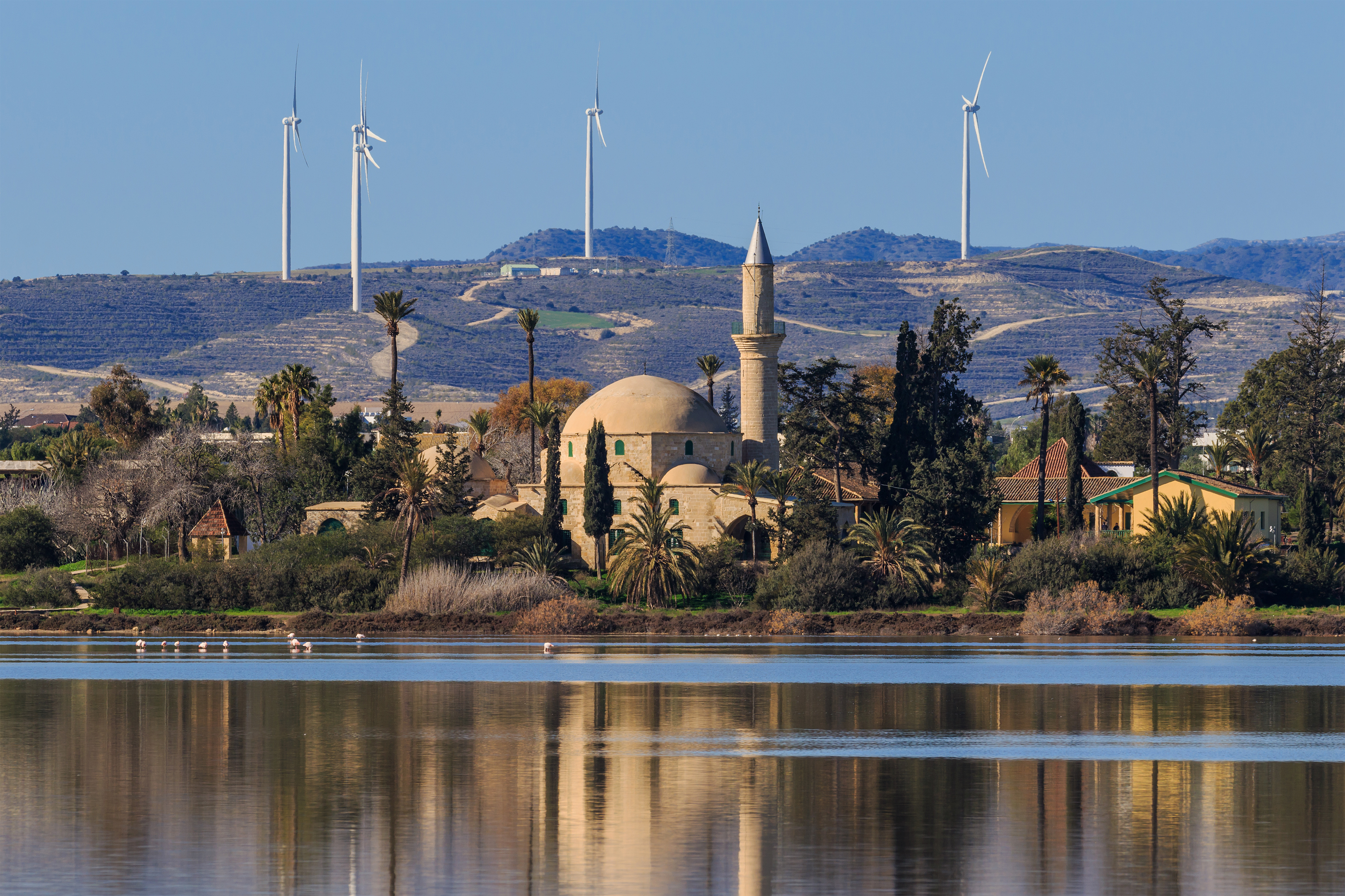
Hala Sultan Tekke avec le Lac salé de Larnaca au premier plan
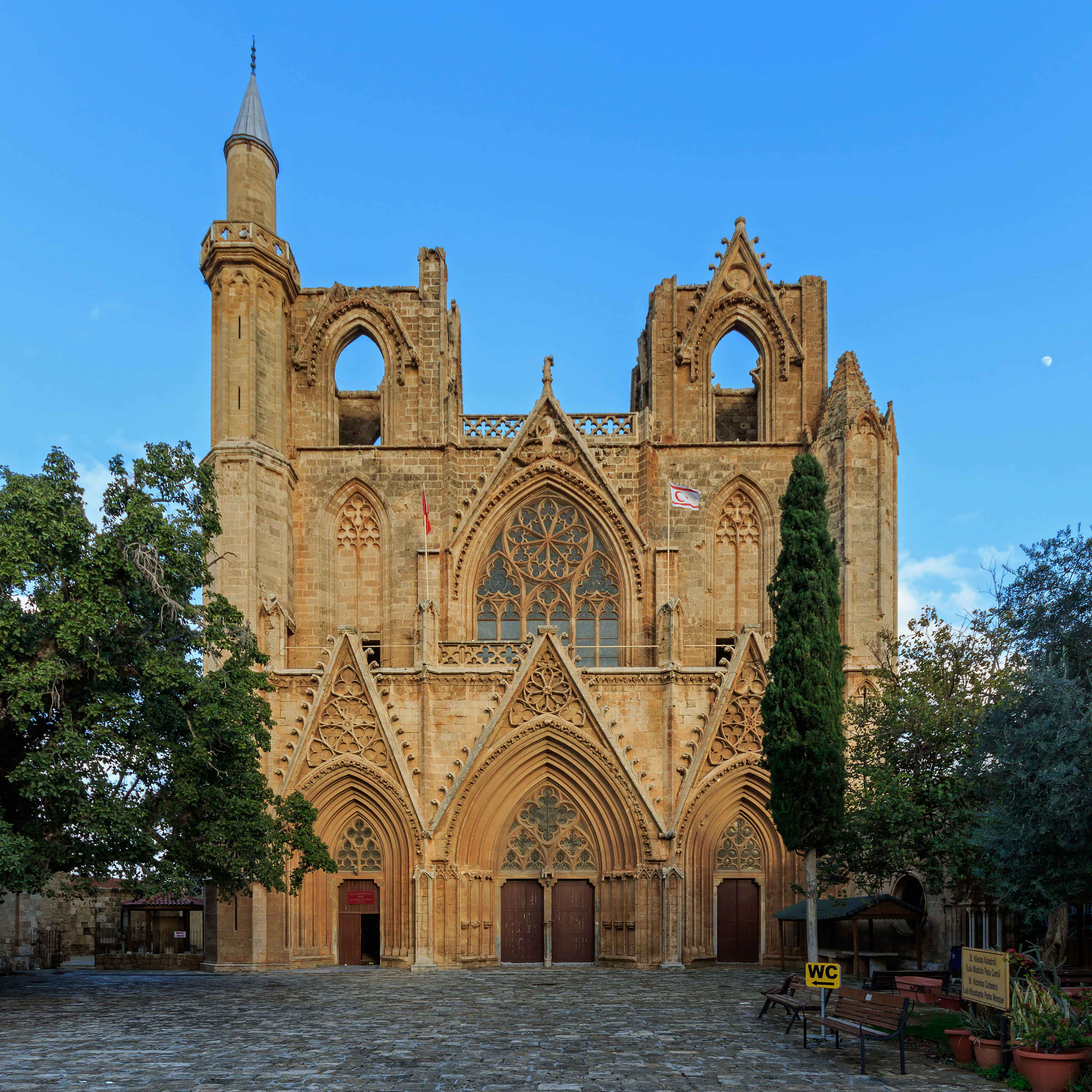
Façade d'entrée de la cathédrale convertie (Mosquée Lala Mustafa Pasha)
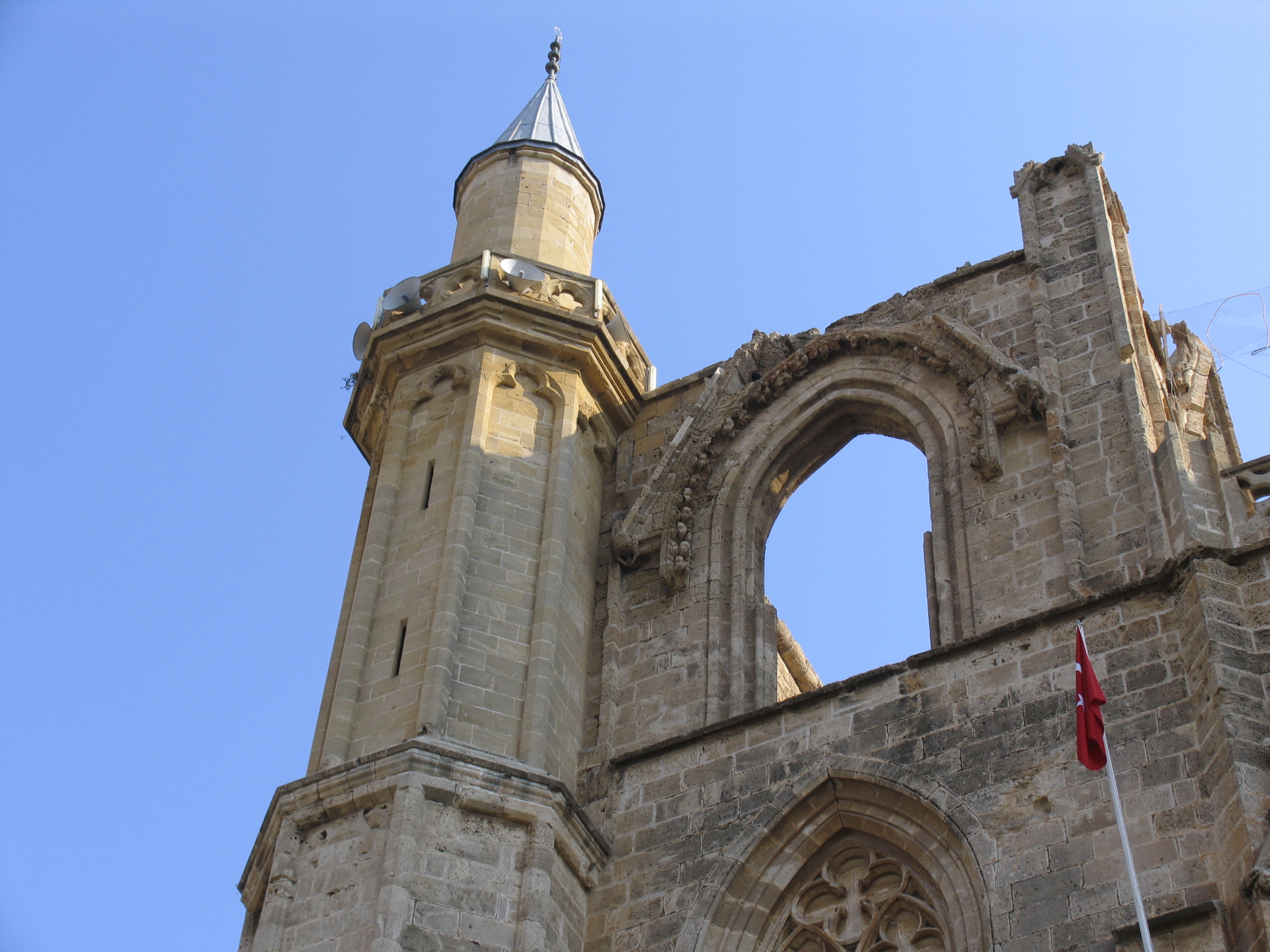
Le minaret de la mosquée Lala Mustafa Pasha
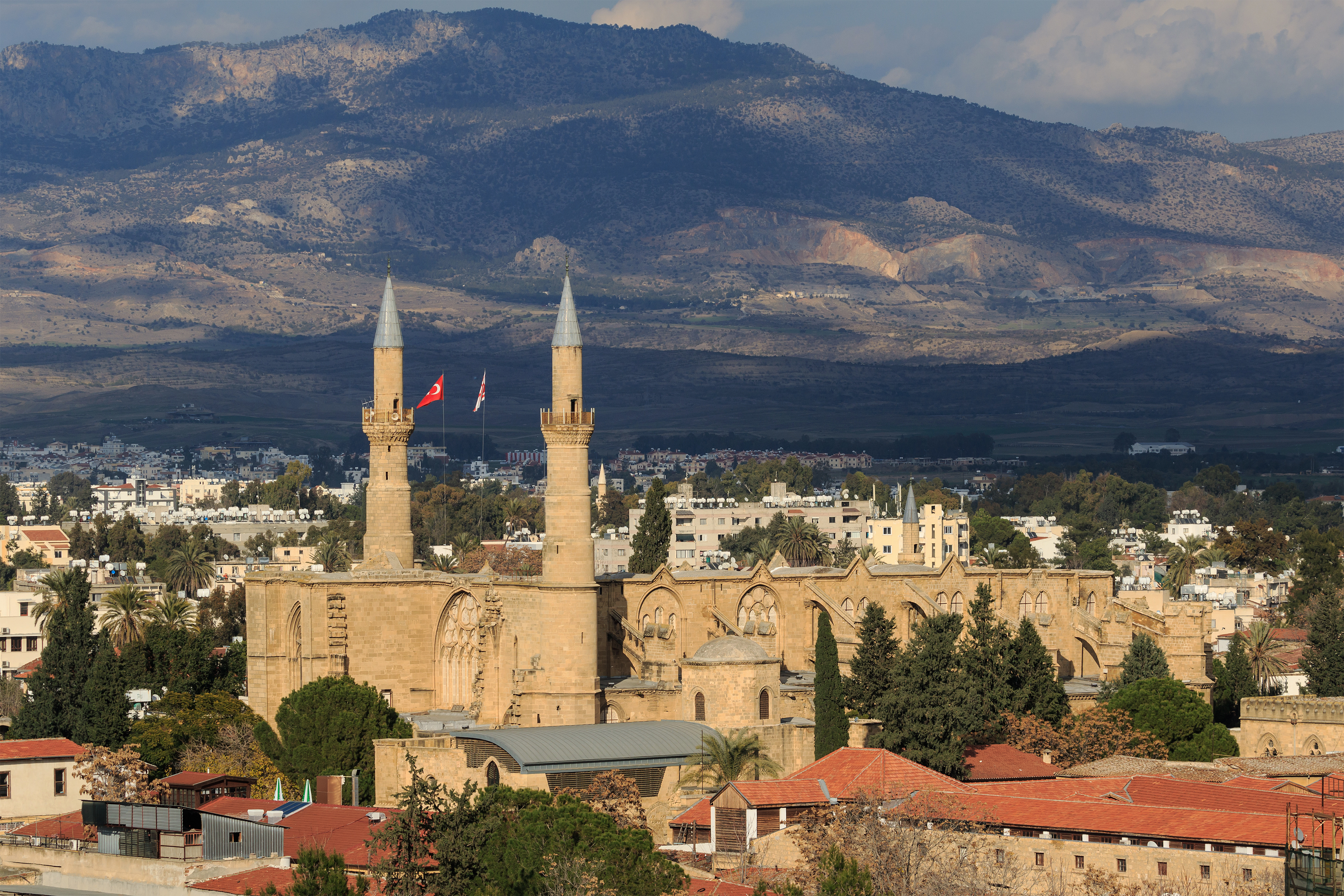
La mosquée Selimiye à Nicosie, vue générale
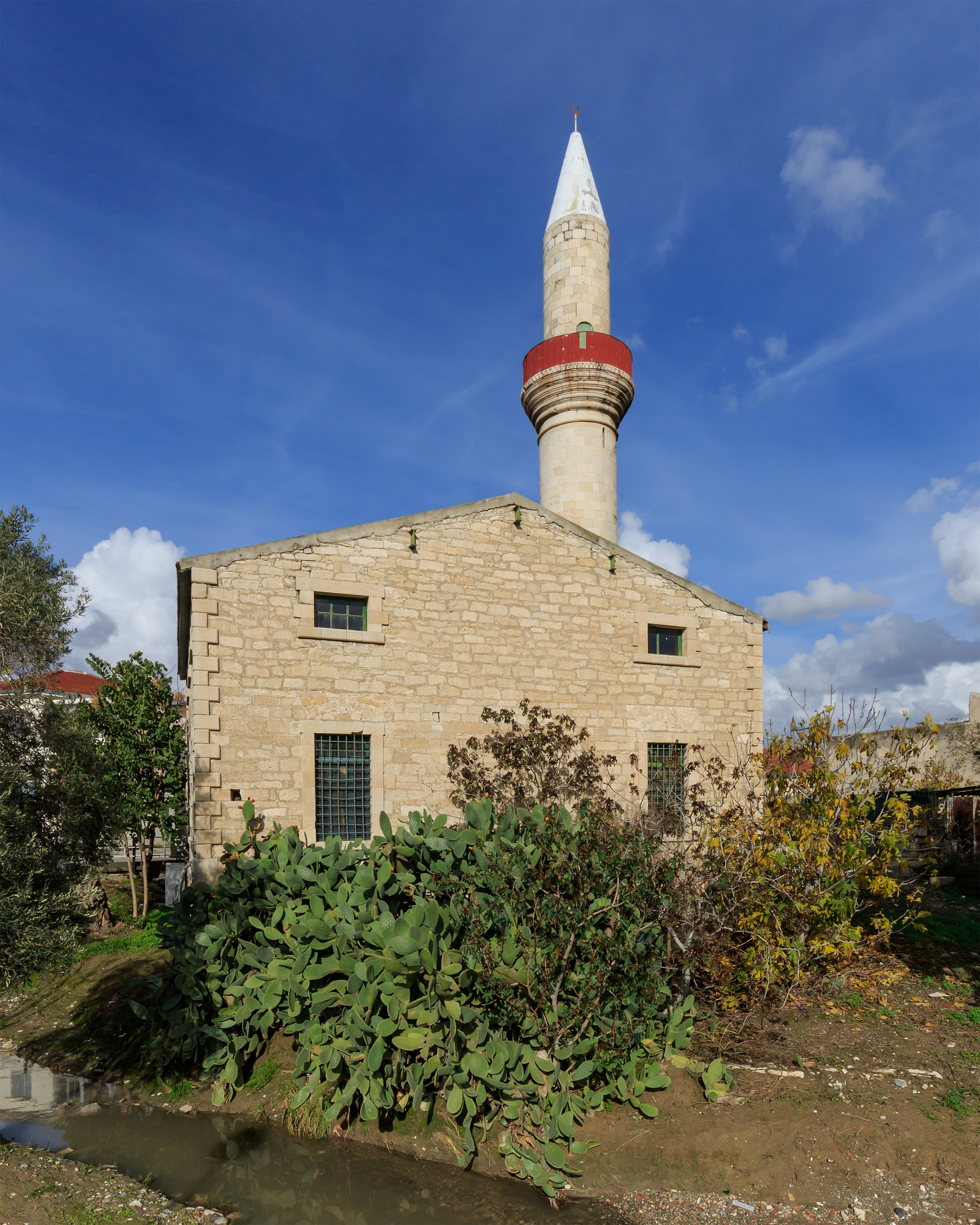
Mosquée turque à Limassol